# Tetractomia majus
Tetractomia majus là một loài của thực vật thuộc họ Rutaceae (cửu lý hương, vân hương, cam, chanh). Đây là loài đặc hữu của Malaysia. Chúng hiện đang bị đe dọa vì mất môi trường sống.